# جائزة دكستر
تُمنح جائزة الإنجاز المتميز في تاريخ الكيمياء (2013 إلى الوقت الحاضر) من قبل قسم تاريخ الكيمياء في الجمعية الكيميائية الأمريكية (ACS). عُرفت الجائزة في الأصل باسم جائزة دكستر (1956-2001) ثم لفترة وجيزة باسم جائزة سيدني إم إيدلشتاين (2002-2009)، وكلاهما منحت من قبل الجمعية الأمريكية للطب.
تم إنشاء جائزة دكستر في الأصل من قبل سيدني ميلتون إيدلشتاين، مؤسس شركة دكستر شيمكل كوربوريشن، لتكريم «مسيرة مهنية متميزة من المساهمات في تاريخ الكيمياء». كجائزة دكستر، رعتها شركة دكستر كوروبوريشن باستثناء العامين الأخيرين، عندما رعتها مؤسسة ميلدريد وسيدني إدلشتاين.
عُرفت الجائزة لفترة وجيزة باسم جائزة سيدني إلدشتاين من عام 2002 إلى عام 2009، ولكنها لا تزال تُمنح من قبل الجمعية الكيميائية الأمريكية. على هذا النحو، ينبغي تمييز جائزة سيدني إم إدلشتاين عن جائزة سيدني إدلشتاين (1968 حتى الآن)، والتي تم منحها باستمرار منذ عام 1968 من قبل جمعية تاريخ التكنولوجيا للاعتراف بـ «كتاب علمي متميز في تاريخ التكنولوجيا.»

## المستلمون

### جائزة هيست (2013 إلى الوقت الحاضر)
- 2021 ماري فيرجينيا أورنا.[15][16]
- 2020 لورنس إم برينسيب.[1]
- 2019 أوتو تيودور بنفي.[1]
- 2018 ديفيد إي لويس
- 2017 جيفري سيمان
- 2016 أورسولا كلاين
- 2015 كريستوف مينيل
- 2014 إرنست هومبورغ
- 2013 وليام ر. نيومان
- 2012 لا جائزة
- 2011 لا جائزة

### جائزة سيدني إم إدلشتاين (2002-2009)
- 2009 تريفور هارفي ليفير.[17]
- 2008 جون شيبلي رولينسون[18]
- 2007 أنتوني س ترافيس
- 2006 بيتر جي تي موريس (بيتر جون تورنبول موريس)[19]
- 2005 ويليام بي جينسن
- 2004 جوزيف ب.لامبرت
- 2003 ديفيد إم نايت
- 2002 جون باراسكاندولا[20]

### جائزة دكستر (1956-2001)
- 2001 ويليام آرثر سميتون.[21]
- 2000 ألان روكي
- 1999 ماري جو ناي
- 1998 سيمور موسكوبف
- 1997 برناديت بنسوود-فنسنت
- 1996 كيث جيه ليدلر
- 1995 وليام إتش بروك
- 1994 فريدريك إل هولمز
- 1993 جوزيف س. فروتون
- 1992 جون ت
- 1991 أوين حناواي
- 1990 كولين أ. راسل
- 1989 د.ستانلي تاربيل[22]
- 1988 لوتز في هابر
- 1987 ألن ديبوس
- 1986 روبرت جي دبليو أندرسون
- 1985 روبرت ملثوف
- 1984 موريس كروسلاند
- 1983 أرنولد ثاكراي
- 1982 جون هـ. ووتيز[23]
- 1981 سيريل ستانلي سميث
- 1980 موريس دوماس
- 1979 جوزيف نيدهام
- 1978 جورج ب.كوفمان
- 1977 موديستو بارجالُّو
- 1976 تريفور ويليامز
- 1975 جوهانس ويليم فان سبرونسن
- 1974 لا جائزة
- 1973 برنارد جاف
- 1972 هنري جيرلاك
- 1971 ويندهام دي ميلز
- 1970 فيرينك زابادفاري
- 1969 والتر باجيل
- 1968 آرون جي إهدي
- 1967 ماري إلفيرا ويكس
- 1966 إيرل كالاي
- 1965 مارتين ليفي
- 1964 إدوارد فاربر
- 1963 دوجلاس ماكي
- 1962 هنري إم ليستر
- 1961 جيمس ر. بارتينجتون
- 1960 دينيس دوفين
- 1959 جون ريد
- 1958 إيفا ارمسترونج
- 1957 ويليامز هاينز
- 1956 رالف إي أوسبير